# سكوت إيفانز (ممثل)
سكوت إيفانز (بالإنجليزية: Scott Evans)‏ مواليد 21 سبتمبر 1983 في ماساتشوستس، الولايات المتحدة، هو ممثل أمريكي بدأ مسيرته الفنية سنة 2008.

## الأعمال

### مسلسلات
- حياة واحدة للعيش (2008)
- القانون والنظام: النية الإجرامية (2008)
- غايدنغ لايت (2008) (بدور: تري)
- فرينج (2008) (بدور: بن)

## روابط خارجية
- سكوت إيفانز على موقع IMDb (الإنجليزية)
- سكوت إيفانز على موقع ألو سيني (الفرنسية)
- سكوت إيفانز على موقع ميوزك برينز (الإنجليزية)
- سكوت إيفانز على موقع أول موفي (الإنجليزية)
- سكوت إيفانز على موقع قاعدة بيانات الفيلم (الإنجليزية)
- سكوت إيفانز على موقع كينوبويسك (الروسية)